# والتر اسلزاک
والتر اِسلِزاک (انگلیسی: Walter Slezak؛ ۳ مهٔ ۱۹۰۲ – ۲۱ آوریل ۱۹۸۳) هنرپیشه اهل کشور اتریش بود. وی بین سال‌های ۱۹۲۲ تا ۱۹۸۰ میلادی فعالیت می‌کرد.

## گزیدهٔ فیلم‌شناسی
- اراذل و اوباش
- میکل
- زیبای سیاه
- قایق نجات
- معجزه
- وقت خواب برای بونزو
- این زمین مال من است
- قاتل مادرزاد